# All I Want for Christmas Is You
All I Want for Christmas Is You is een single uit 1994 van de Amerikaanse zangeres Mariah Carey. Carey schreef en produceerde het nummer samen met Walter Afanasieff voor haar vijfde album, Merry Christmas.
In All I want for Christmas is you zingt Carey dat het samenzijn met haar geliefde het enige is waar kerst om draait. Het lied werd in november 1994 als eerste single van Merry Christmas uitgebracht. De plaat werd een wereldwijde hit, echter in thuisland de Verenigde Staten werd de singleversie niet eens uitgebracht, maar verscheen wel op een album en bereikte slechts de 83e positie in de Billboard Hot 100. In het Verenigd Koninkrijk bereikte de plaat de 2e positie in de UK Singles Chart.
In Nederland was de plaat in week 49 van 1994 Megahit op Radio 3FM en werd een grote hit. De plaat bereikte de nummer 1-positie in de Mega Top 50 en de 5e positie in de Nederlandse Top 40. In België bereikte de plaat de 5e positie in zowel de Vlaamse Ultratop 50 als de Vlaamse Radio 2 Top 30.

## Kerstklassieker
All I want for Christmas is you wordt door velen beschouwd als een echte kerstklassieker. Tijdens de feestdagen is het nummer zeer populair en veelvuldig te horen op radio en televisie. Sinds het meetellen van downloads bij de samenstelling van hitlijsten in 2006, kwam het nummer jaarlijks in de B2B Single Top 100, Nederlandse Top 40 en de Mega Top 50 terecht. Enkele malen werd in de Top 40 zelfs een hogere notering behaald dan de oorspronkelijke nummer 5-notering uit 1994. Het karakter van een seizoensplaat wordt gekenmerkt door opvallende hitnoteringen, zoals stijgen van 95 naar 38, zakken van 29 naar 97 en uit de B2B Single Top 100 verdwijnen vanaf 3, 5 en 1. Eind 2016 kwam het lied dankzij streaming 22 jaar na dato zelfs tot nummer 1 in de B2B Single Top 100. Het was na 1994 de 2e nummer 1-notering wereldwijd voor het nummer. Hierna werd direct een record verbroken, want nooit eerder viel een track vanaf nummer 1 uit een Nederlandse hitlijst. In de kerstperiodes van 2018 en 2019 herhaalde Mariah Carey deze prestatie. Op 12 december 2019 behaalde Carey met het nummer, 25 jaar na de release, de nummer 1-positie in de Billboard Hot 100. Het werd daarmee haar negentiende Amerikaanse nummer 1-hit.

## Covers
Enkele malen is het lied gecoverd, door onder anderen Michael Bublé, Shania Twain en Samantha Mumba. Ook werd het gezongen door Olivia Olson in de film Love Actually (2003). Verder is er in 2000 een remix van All I want for Christmas is you verschenen met Jermaine Dupri en Lil' Bow Wow.
De Amerikaanse rockband My Chemical Romance heeft All I Want For Christmas ook gecoverd en uitgebracht voor Kerstmis 2004.
Jan Rot vertaalde het als 'Kom dit jaar met Kerstmis bij mij' voor het album An + Jan Vrolijk Kerstfeest (2007).
Katinka Polderman bracht vlak voor kerst 2009 een Nederlandse versie van dit lied uit onder de titel Wat ik wil voor Kerstmis is jou.
In 2011 nam Carey het nummer op met de Canadese zanger Justin Bieber. De single werd op 5 december 2011 digitaal uitgebracht.
Op het in 2012 uitgebrachte album On This Winter's Night van Lady Antebellum staat het nummer eveneens.

## Hitnoteringen

### Nederlandse Top 40
| Hitnotering: 10-12-1994 t/m 21-01-1995 | Hitnotering: 10-12-1994 t/m 21-01-1995 | Hitnotering: 10-12-1994 t/m 21-01-1995 | Hitnotering: 10-12-1994 t/m 21-01-1995 | Hitnotering: 10-12-1994 t/m 21-01-1995 | Hitnotering: 10-12-1994 t/m 21-01-1995 | Hitnotering: 10-12-1994 t/m 21-01-1995 | Hitnotering: 10-12-1994 t/m 21-01-1995 |
| Week:                                  | 1                                      | 2                                      | 3                                      | 4                                      | 5                                      | 6                                      |                                        |
| -------------------------------------- | -------------------------------------- | -------------------------------------- | -------------------------------------- | -------------------------------------- | -------------------------------------- | -------------------------------------- | -------------------------------------- |
| Positie:                               | 37                                     | 24                                     | 13                                     | 5                                      | 20                                     | 40                                     | uit                                    |

### Mega Top 50/ NederlandseSingle Top 100
| Hitnotering (week 1 t/m 4): 17-12-1994 t/m 14-01-1995 Hitnotering (week 5 t/m 7): 23-12-2006 t/m 06-01-2007 Hitnotering (week 8 t/m 11): 15-12-2007 t/m 05-01-2008 Hitnotering (week 12 t/m 14): 20-12-2008 t/m 03-01-2009 Hitnotering (week 15 t/m 19): 12-12-2009 t/m 09-01-2010 Hitnotering (week 20 t/m 24): 04-12-2010 t/m 01-01-2011 Hitnotering (week 25 t/m 28): 10-12-2011 t/m 31-12-2011 Hitnotering (week 29 t/m 32): 08-12-2012 t/m 29-12-2012 Hitnotering (week 33 t/m 35): 14-12-2013 t/m 28-12-2013 Hitnotering (week 36 t/m 40): 06-12-2014 t/m 03-01-2015 Hitnotering (week 41 t/m 45): 05-12-2015 t/m 02-01-2016 Hitnotering (week 46 t/m 50): 03-12-2016 t/m 31-12-2016 Hitnotering (week 51 t/m 56): 25-11-2017 t/m 30-12-2017 Hitnotering (week 57 t/m 63): 17-11-2018 t/m 29-12-2018 Hitnotering (week 64 t/m 70): 16-11-2019 t/m 28-12-2019 Hitnotering (week 71 t/m 79): 07-11-2020 t/m 02-01-2021 Hitnotering (week 80 t/m 87): 13-11-2021 t/m 01-01-2022 Hitnotering (week 88 t/m 95): 12-11-2022 t/m 31-12-2022 Hitnotering (week 96 t/m 104): 04-11-2023 t/m 30-12-2023 Hitnotering (week 105 t/m heden): 09-11-2024 t/m heden | Hitnotering (week 1 t/m 4): 17-12-1994 t/m 14-01-1995 Hitnotering (week 5 t/m 7): 23-12-2006 t/m 06-01-2007 Hitnotering (week 8 t/m 11): 15-12-2007 t/m 05-01-2008 Hitnotering (week 12 t/m 14): 20-12-2008 t/m 03-01-2009 Hitnotering (week 15 t/m 19): 12-12-2009 t/m 09-01-2010 Hitnotering (week 20 t/m 24): 04-12-2010 t/m 01-01-2011 Hitnotering (week 25 t/m 28): 10-12-2011 t/m 31-12-2011 Hitnotering (week 29 t/m 32): 08-12-2012 t/m 29-12-2012 Hitnotering (week 33 t/m 35): 14-12-2013 t/m 28-12-2013 Hitnotering (week 36 t/m 40): 06-12-2014 t/m 03-01-2015 Hitnotering (week 41 t/m 45): 05-12-2015 t/m 02-01-2016 Hitnotering (week 46 t/m 50): 03-12-2016 t/m 31-12-2016 Hitnotering (week 51 t/m 56): 25-11-2017 t/m 30-12-2017 Hitnotering (week 57 t/m 63): 17-11-2018 t/m 29-12-2018 Hitnotering (week 64 t/m 70): 16-11-2019 t/m 28-12-2019 Hitnotering (week 71 t/m 79): 07-11-2020 t/m 02-01-2021 Hitnotering (week 80 t/m 87): 13-11-2021 t/m 01-01-2022 Hitnotering (week 88 t/m 95): 12-11-2022 t/m 31-12-2022 Hitnotering (week 96 t/m 104): 04-11-2023 t/m 30-12-2023 Hitnotering (week 105 t/m heden): 09-11-2024 t/m heden | Hitnotering (week 1 t/m 4): 17-12-1994 t/m 14-01-1995 Hitnotering (week 5 t/m 7): 23-12-2006 t/m 06-01-2007 Hitnotering (week 8 t/m 11): 15-12-2007 t/m 05-01-2008 Hitnotering (week 12 t/m 14): 20-12-2008 t/m 03-01-2009 Hitnotering (week 15 t/m 19): 12-12-2009 t/m 09-01-2010 Hitnotering (week 20 t/m 24): 04-12-2010 t/m 01-01-2011 Hitnotering (week 25 t/m 28): 10-12-2011 t/m 31-12-2011 Hitnotering (week 29 t/m 32): 08-12-2012 t/m 29-12-2012 Hitnotering (week 33 t/m 35): 14-12-2013 t/m 28-12-2013 Hitnotering (week 36 t/m 40): 06-12-2014 t/m 03-01-2015 Hitnotering (week 41 t/m 45): 05-12-2015 t/m 02-01-2016 Hitnotering (week 46 t/m 50): 03-12-2016 t/m 31-12-2016 Hitnotering (week 51 t/m 56): 25-11-2017 t/m 30-12-2017 Hitnotering (week 57 t/m 63): 17-11-2018 t/m 29-12-2018 Hitnotering (week 64 t/m 70): 16-11-2019 t/m 28-12-2019 Hitnotering (week 71 t/m 79): 07-11-2020 t/m 02-01-2021 Hitnotering (week 80 t/m 87): 13-11-2021 t/m 01-01-2022 Hitnotering (week 88 t/m 95): 12-11-2022 t/m 31-12-2022 Hitnotering (week 96 t/m 104): 04-11-2023 t/m 30-12-2023 Hitnotering (week 105 t/m heden): 09-11-2024 t/m heden | Hitnotering (week 1 t/m 4): 17-12-1994 t/m 14-01-1995 Hitnotering (week 5 t/m 7): 23-12-2006 t/m 06-01-2007 Hitnotering (week 8 t/m 11): 15-12-2007 t/m 05-01-2008 Hitnotering (week 12 t/m 14): 20-12-2008 t/m 03-01-2009 Hitnotering (week 15 t/m 19): 12-12-2009 t/m 09-01-2010 Hitnotering (week 20 t/m 24): 04-12-2010 t/m 01-01-2011 Hitnotering (week 25 t/m 28): 10-12-2011 t/m 31-12-2011 Hitnotering (week 29 t/m 32): 08-12-2012 t/m 29-12-2012 Hitnotering (week 33 t/m 35): 14-12-2013 t/m 28-12-2013 Hitnotering (week 36 t/m 40): 06-12-2014 t/m 03-01-2015 Hitnotering (week 41 t/m 45): 05-12-2015 t/m 02-01-2016 Hitnotering (week 46 t/m 50): 03-12-2016 t/m 31-12-2016 Hitnotering (week 51 t/m 56): 25-11-2017 t/m 30-12-2017 Hitnotering (week 57 t/m 63): 17-11-2018 t/m 29-12-2018 Hitnotering (week 64 t/m 70): 16-11-2019 t/m 28-12-2019 Hitnotering (week 71 t/m 79): 07-11-2020 t/m 02-01-2021 Hitnotering (week 80 t/m 87): 13-11-2021 t/m 01-01-2022 Hitnotering (week 88 t/m 95): 12-11-2022 t/m 31-12-2022 Hitnotering (week 96 t/m 104): 04-11-2023 t/m 30-12-2023 Hitnotering (week 105 t/m heden): 09-11-2024 t/m heden | Hitnotering (week 1 t/m 4): 17-12-1994 t/m 14-01-1995 Hitnotering (week 5 t/m 7): 23-12-2006 t/m 06-01-2007 Hitnotering (week 8 t/m 11): 15-12-2007 t/m 05-01-2008 Hitnotering (week 12 t/m 14): 20-12-2008 t/m 03-01-2009 Hitnotering (week 15 t/m 19): 12-12-2009 t/m 09-01-2010 Hitnotering (week 20 t/m 24): 04-12-2010 t/m 01-01-2011 Hitnotering (week 25 t/m 28): 10-12-2011 t/m 31-12-2011 Hitnotering (week 29 t/m 32): 08-12-2012 t/m 29-12-2012 Hitnotering (week 33 t/m 35): 14-12-2013 t/m 28-12-2013 Hitnotering (week 36 t/m 40): 06-12-2014 t/m 03-01-2015 Hitnotering (week 41 t/m 45): 05-12-2015 t/m 02-01-2016 Hitnotering (week 46 t/m 50): 03-12-2016 t/m 31-12-2016 Hitnotering (week 51 t/m 56): 25-11-2017 t/m 30-12-2017 Hitnotering (week 57 t/m 63): 17-11-2018 t/m 29-12-2018 Hitnotering (week 64 t/m 70): 16-11-2019 t/m 28-12-2019 Hitnotering (week 71 t/m 79): 07-11-2020 t/m 02-01-2021 Hitnotering (week 80 t/m 87): 13-11-2021 t/m 01-01-2022 Hitnotering (week 88 t/m 95): 12-11-2022 t/m 31-12-2022 Hitnotering (week 96 t/m 104): 04-11-2023 t/m 30-12-2023 Hitnotering (week 105 t/m heden): 09-11-2024 t/m heden | Hitnotering (week 1 t/m 4): 17-12-1994 t/m 14-01-1995 Hitnotering (week 5 t/m 7): 23-12-2006 t/m 06-01-2007 Hitnotering (week 8 t/m 11): 15-12-2007 t/m 05-01-2008 Hitnotering (week 12 t/m 14): 20-12-2008 t/m 03-01-2009 Hitnotering (week 15 t/m 19): 12-12-2009 t/m 09-01-2010 Hitnotering (week 20 t/m 24): 04-12-2010 t/m 01-01-2011 Hitnotering (week 25 t/m 28): 10-12-2011 t/m 31-12-2011 Hitnotering (week 29 t/m 32): 08-12-2012 t/m 29-12-2012 Hitnotering (week 33 t/m 35): 14-12-2013 t/m 28-12-2013 Hitnotering (week 36 t/m 40): 06-12-2014 t/m 03-01-2015 Hitnotering (week 41 t/m 45): 05-12-2015 t/m 02-01-2016 Hitnotering (week 46 t/m 50): 03-12-2016 t/m 31-12-2016 Hitnotering (week 51 t/m 56): 25-11-2017 t/m 30-12-2017 Hitnotering (week 57 t/m 63): 17-11-2018 t/m 29-12-2018 Hitnotering (week 64 t/m 70): 16-11-2019 t/m 28-12-2019 Hitnotering (week 71 t/m 79): 07-11-2020 t/m 02-01-2021 Hitnotering (week 80 t/m 87): 13-11-2021 t/m 01-01-2022 Hitnotering (week 88 t/m 95): 12-11-2022 t/m 31-12-2022 Hitnotering (week 96 t/m 104): 04-11-2023 t/m 30-12-2023 Hitnotering (week 105 t/m heden): 09-11-2024 t/m heden | Hitnotering (week 1 t/m 4): 17-12-1994 t/m 14-01-1995 Hitnotering (week 5 t/m 7): 23-12-2006 t/m 06-01-2007 Hitnotering (week 8 t/m 11): 15-12-2007 t/m 05-01-2008 Hitnotering (week 12 t/m 14): 20-12-2008 t/m 03-01-2009 Hitnotering (week 15 t/m 19): 12-12-2009 t/m 09-01-2010 Hitnotering (week 20 t/m 24): 04-12-2010 t/m 01-01-2011 Hitnotering (week 25 t/m 28): 10-12-2011 t/m 31-12-2011 Hitnotering (week 29 t/m 32): 08-12-2012 t/m 29-12-2012 Hitnotering (week 33 t/m 35): 14-12-2013 t/m 28-12-2013 Hitnotering (week 36 t/m 40): 06-12-2014 t/m 03-01-2015 Hitnotering (week 41 t/m 45): 05-12-2015 t/m 02-01-2016 Hitnotering (week 46 t/m 50): 03-12-2016 t/m 31-12-2016 Hitnotering (week 51 t/m 56): 25-11-2017 t/m 30-12-2017 Hitnotering (week 57 t/m 63): 17-11-2018 t/m 29-12-2018 Hitnotering (week 64 t/m 70): 16-11-2019 t/m 28-12-2019 Hitnotering (week 71 t/m 79): 07-11-2020 t/m 02-01-2021 Hitnotering (week 80 t/m 87): 13-11-2021 t/m 01-01-2022 Hitnotering (week 88 t/m 95): 12-11-2022 t/m 31-12-2022 Hitnotering (week 96 t/m 104): 04-11-2023 t/m 30-12-2023 Hitnotering (week 105 t/m heden): 09-11-2024 t/m heden | Hitnotering (week 1 t/m 4): 17-12-1994 t/m 14-01-1995 Hitnotering (week 5 t/m 7): 23-12-2006 t/m 06-01-2007 Hitnotering (week 8 t/m 11): 15-12-2007 t/m 05-01-2008 Hitnotering (week 12 t/m 14): 20-12-2008 t/m 03-01-2009 Hitnotering (week 15 t/m 19): 12-12-2009 t/m 09-01-2010 Hitnotering (week 20 t/m 24): 04-12-2010 t/m 01-01-2011 Hitnotering (week 25 t/m 28): 10-12-2011 t/m 31-12-2011 Hitnotering (week 29 t/m 32): 08-12-2012 t/m 29-12-2012 Hitnotering (week 33 t/m 35): 14-12-2013 t/m 28-12-2013 Hitnotering (week 36 t/m 40): 06-12-2014 t/m 03-01-2015 Hitnotering (week 41 t/m 45): 05-12-2015 t/m 02-01-2016 Hitnotering (week 46 t/m 50): 03-12-2016 t/m 31-12-2016 Hitnotering (week 51 t/m 56): 25-11-2017 t/m 30-12-2017 Hitnotering (week 57 t/m 63): 17-11-2018 t/m 29-12-2018 Hitnotering (week 64 t/m 70): 16-11-2019 t/m 28-12-2019 Hitnotering (week 71 t/m 79): 07-11-2020 t/m 02-01-2021 Hitnotering (week 80 t/m 87): 13-11-2021 t/m 01-01-2022 Hitnotering (week 88 t/m 95): 12-11-2022 t/m 31-12-2022 Hitnotering (week 96 t/m 104): 04-11-2023 t/m 30-12-2023 Hitnotering (week 105 t/m heden): 09-11-2024 t/m heden | Hitnotering (week 1 t/m 4): 17-12-1994 t/m 14-01-1995 Hitnotering (week 5 t/m 7): 23-12-2006 t/m 06-01-2007 Hitnotering (week 8 t/m 11): 15-12-2007 t/m 05-01-2008 Hitnotering (week 12 t/m 14): 20-12-2008 t/m 03-01-2009 Hitnotering (week 15 t/m 19): 12-12-2009 t/m 09-01-2010 Hitnotering (week 20 t/m 24): 04-12-2010 t/m 01-01-2011 Hitnotering (week 25 t/m 28): 10-12-2011 t/m 31-12-2011 Hitnotering (week 29 t/m 32): 08-12-2012 t/m 29-12-2012 Hitnotering (week 33 t/m 35): 14-12-2013 t/m 28-12-2013 Hitnotering (week 36 t/m 40): 06-12-2014 t/m 03-01-2015 Hitnotering (week 41 t/m 45): 05-12-2015 t/m 02-01-2016 Hitnotering (week 46 t/m 50): 03-12-2016 t/m 31-12-2016 Hitnotering (week 51 t/m 56): 25-11-2017 t/m 30-12-2017 Hitnotering (week 57 t/m 63): 17-11-2018 t/m 29-12-2018 Hitnotering (week 64 t/m 70): 16-11-2019 t/m 28-12-2019 Hitnotering (week 71 t/m 79): 07-11-2020 t/m 02-01-2021 Hitnotering (week 80 t/m 87): 13-11-2021 t/m 01-01-2022 Hitnotering (week 88 t/m 95): 12-11-2022 t/m 31-12-2022 Hitnotering (week 96 t/m 104): 04-11-2023 t/m 30-12-2023 Hitnotering (week 105 t/m heden): 09-11-2024 t/m heden | Hitnotering (week 1 t/m 4): 17-12-1994 t/m 14-01-1995 Hitnotering (week 5 t/m 7): 23-12-2006 t/m 06-01-2007 Hitnotering (week 8 t/m 11): 15-12-2007 t/m 05-01-2008 Hitnotering (week 12 t/m 14): 20-12-2008 t/m 03-01-2009 Hitnotering (week 15 t/m 19): 12-12-2009 t/m 09-01-2010 Hitnotering (week 20 t/m 24): 04-12-2010 t/m 01-01-2011 Hitnotering (week 25 t/m 28): 10-12-2011 t/m 31-12-2011 Hitnotering (week 29 t/m 32): 08-12-2012 t/m 29-12-2012 Hitnotering (week 33 t/m 35): 14-12-2013 t/m 28-12-2013 Hitnotering (week 36 t/m 40): 06-12-2014 t/m 03-01-2015 Hitnotering (week 41 t/m 45): 05-12-2015 t/m 02-01-2016 Hitnotering (week 46 t/m 50): 03-12-2016 t/m 31-12-2016 Hitnotering (week 51 t/m 56): 25-11-2017 t/m 30-12-2017 Hitnotering (week 57 t/m 63): 17-11-2018 t/m 29-12-2018 Hitnotering (week 64 t/m 70): 16-11-2019 t/m 28-12-2019 Hitnotering (week 71 t/m 79): 07-11-2020 t/m 02-01-2021 Hitnotering (week 80 t/m 87): 13-11-2021 t/m 01-01-2022 Hitnotering (week 88 t/m 95): 12-11-2022 t/m 31-12-2022 Hitnotering (week 96 t/m 104): 04-11-2023 t/m 30-12-2023 Hitnotering (week 105 t/m heden): 09-11-2024 t/m heden | Hitnotering (week 1 t/m 4): 17-12-1994 t/m 14-01-1995 Hitnotering (week 5 t/m 7): 23-12-2006 t/m 06-01-2007 Hitnotering (week 8 t/m 11): 15-12-2007 t/m 05-01-2008 Hitnotering (week 12 t/m 14): 20-12-2008 t/m 03-01-2009 Hitnotering (week 15 t/m 19): 12-12-2009 t/m 09-01-2010 Hitnotering (week 20 t/m 24): 04-12-2010 t/m 01-01-2011 Hitnotering (week 25 t/m 28): 10-12-2011 t/m 31-12-2011 Hitnotering (week 29 t/m 32): 08-12-2012 t/m 29-12-2012 Hitnotering (week 33 t/m 35): 14-12-2013 t/m 28-12-2013 Hitnotering (week 36 t/m 40): 06-12-2014 t/m 03-01-2015 Hitnotering (week 41 t/m 45): 05-12-2015 t/m 02-01-2016 Hitnotering (week 46 t/m 50): 03-12-2016 t/m 31-12-2016 Hitnotering (week 51 t/m 56): 25-11-2017 t/m 30-12-2017 Hitnotering (week 57 t/m 63): 17-11-2018 t/m 29-12-2018 Hitnotering (week 64 t/m 70): 16-11-2019 t/m 28-12-2019 Hitnotering (week 71 t/m 79): 07-11-2020 t/m 02-01-2021 Hitnotering (week 80 t/m 87): 13-11-2021 t/m 01-01-2022 Hitnotering (week 88 t/m 95): 12-11-2022 t/m 31-12-2022 Hitnotering (week 96 t/m 104): 04-11-2023 t/m 30-12-2023 Hitnotering (week 105 t/m heden): 09-11-2024 t/m heden | Hitnotering (week 1 t/m 4): 17-12-1994 t/m 14-01-1995 Hitnotering (week 5 t/m 7): 23-12-2006 t/m 06-01-2007 Hitnotering (week 8 t/m 11): 15-12-2007 t/m 05-01-2008 Hitnotering (week 12 t/m 14): 20-12-2008 t/m 03-01-2009 Hitnotering (week 15 t/m 19): 12-12-2009 t/m 09-01-2010 Hitnotering (week 20 t/m 24): 04-12-2010 t/m 01-01-2011 Hitnotering (week 25 t/m 28): 10-12-2011 t/m 31-12-2011 Hitnotering (week 29 t/m 32): 08-12-2012 t/m 29-12-2012 Hitnotering (week 33 t/m 35): 14-12-2013 t/m 28-12-2013 Hitnotering (week 36 t/m 40): 06-12-2014 t/m 03-01-2015 Hitnotering (week 41 t/m 45): 05-12-2015 t/m 02-01-2016 Hitnotering (week 46 t/m 50): 03-12-2016 t/m 31-12-2016 Hitnotering (week 51 t/m 56): 25-11-2017 t/m 30-12-2017 Hitnotering (week 57 t/m 63): 17-11-2018 t/m 29-12-2018 Hitnotering (week 64 t/m 70): 16-11-2019 t/m 28-12-2019 Hitnotering (week 71 t/m 79): 07-11-2020 t/m 02-01-2021 Hitnotering (week 80 t/m 87): 13-11-2021 t/m 01-01-2022 Hitnotering (week 88 t/m 95): 12-11-2022 t/m 31-12-2022 Hitnotering (week 96 t/m 104): 04-11-2023 t/m 30-12-2023 Hitnotering (week 105 t/m heden): 09-11-2024 t/m heden | Hitnotering (week 1 t/m 4): 17-12-1994 t/m 14-01-1995 Hitnotering (week 5 t/m 7): 23-12-2006 t/m 06-01-2007 Hitnotering (week 8 t/m 11): 15-12-2007 t/m 05-01-2008 Hitnotering (week 12 t/m 14): 20-12-2008 t/m 03-01-2009 Hitnotering (week 15 t/m 19): 12-12-2009 t/m 09-01-2010 Hitnotering (week 20 t/m 24): 04-12-2010 t/m 01-01-2011 Hitnotering (week 25 t/m 28): 10-12-2011 t/m 31-12-2011 Hitnotering (week 29 t/m 32): 08-12-2012 t/m 29-12-2012 Hitnotering (week 33 t/m 35): 14-12-2013 t/m 28-12-2013 Hitnotering (week 36 t/m 40): 06-12-2014 t/m 03-01-2015 Hitnotering (week 41 t/m 45): 05-12-2015 t/m 02-01-2016 Hitnotering (week 46 t/m 50): 03-12-2016 t/m 31-12-2016 Hitnotering (week 51 t/m 56): 25-11-2017 t/m 30-12-2017 Hitnotering (week 57 t/m 63): 17-11-2018 t/m 29-12-2018 Hitnotering (week 64 t/m 70): 16-11-2019 t/m 28-12-2019 Hitnotering (week 71 t/m 79): 07-11-2020 t/m 02-01-2021 Hitnotering (week 80 t/m 87): 13-11-2021 t/m 01-01-2022 Hitnotering (week 88 t/m 95): 12-11-2022 t/m 31-12-2022 Hitnotering (week 96 t/m 104): 04-11-2023 t/m 30-12-2023 Hitnotering (week 105 t/m heden): 09-11-2024 t/m heden | Hitnotering (week 1 t/m 4): 17-12-1994 t/m 14-01-1995 Hitnotering (week 5 t/m 7): 23-12-2006 t/m 06-01-2007 Hitnotering (week 8 t/m 11): 15-12-2007 t/m 05-01-2008 Hitnotering (week 12 t/m 14): 20-12-2008 t/m 03-01-2009 Hitnotering (week 15 t/m 19): 12-12-2009 t/m 09-01-2010 Hitnotering (week 20 t/m 24): 04-12-2010 t/m 01-01-2011 Hitnotering (week 25 t/m 28): 10-12-2011 t/m 31-12-2011 Hitnotering (week 29 t/m 32): 08-12-2012 t/m 29-12-2012 Hitnotering (week 33 t/m 35): 14-12-2013 t/m 28-12-2013 Hitnotering (week 36 t/m 40): 06-12-2014 t/m 03-01-2015 Hitnotering (week 41 t/m 45): 05-12-2015 t/m 02-01-2016 Hitnotering (week 46 t/m 50): 03-12-2016 t/m 31-12-2016 Hitnotering (week 51 t/m 56): 25-11-2017 t/m 30-12-2017 Hitnotering (week 57 t/m 63): 17-11-2018 t/m 29-12-2018 Hitnotering (week 64 t/m 70): 16-11-2019 t/m 28-12-2019 Hitnotering (week 71 t/m 79): 07-11-2020 t/m 02-01-2021 Hitnotering (week 80 t/m 87): 13-11-2021 t/m 01-01-2022 Hitnotering (week 88 t/m 95): 12-11-2022 t/m 31-12-2022 Hitnotering (week 96 t/m 104): 04-11-2023 t/m 30-12-2023 Hitnotering (week 105 t/m heden): 09-11-2024 t/m heden | Hitnotering (week 1 t/m 4): 17-12-1994 t/m 14-01-1995 Hitnotering (week 5 t/m 7): 23-12-2006 t/m 06-01-2007 Hitnotering (week 8 t/m 11): 15-12-2007 t/m 05-01-2008 Hitnotering (week 12 t/m 14): 20-12-2008 t/m 03-01-2009 Hitnotering (week 15 t/m 19): 12-12-2009 t/m 09-01-2010 Hitnotering (week 20 t/m 24): 04-12-2010 t/m 01-01-2011 Hitnotering (week 25 t/m 28): 10-12-2011 t/m 31-12-2011 Hitnotering (week 29 t/m 32): 08-12-2012 t/m 29-12-2012 Hitnotering (week 33 t/m 35): 14-12-2013 t/m 28-12-2013 Hitnotering (week 36 t/m 40): 06-12-2014 t/m 03-01-2015 Hitnotering (week 41 t/m 45): 05-12-2015 t/m 02-01-2016 Hitnotering (week 46 t/m 50): 03-12-2016 t/m 31-12-2016 Hitnotering (week 51 t/m 56): 25-11-2017 t/m 30-12-2017 Hitnotering (week 57 t/m 63): 17-11-2018 t/m 29-12-2018 Hitnotering (week 64 t/m 70): 16-11-2019 t/m 28-12-2019 Hitnotering (week 71 t/m 79): 07-11-2020 t/m 02-01-2021 Hitnotering (week 80 t/m 87): 13-11-2021 t/m 01-01-2022 Hitnotering (week 88 t/m 95): 12-11-2022 t/m 31-12-2022 Hitnotering (week 96 t/m 104): 04-11-2023 t/m 30-12-2023 Hitnotering (week 105 t/m heden): 09-11-2024 t/m heden | Hitnotering (week 1 t/m 4): 17-12-1994 t/m 14-01-1995 Hitnotering (week 5 t/m 7): 23-12-2006 t/m 06-01-2007 Hitnotering (week 8 t/m 11): 15-12-2007 t/m 05-01-2008 Hitnotering (week 12 t/m 14): 20-12-2008 t/m 03-01-2009 Hitnotering (week 15 t/m 19): 12-12-2009 t/m 09-01-2010 Hitnotering (week 20 t/m 24): 04-12-2010 t/m 01-01-2011 Hitnotering (week 25 t/m 28): 10-12-2011 t/m 31-12-2011 Hitnotering (week 29 t/m 32): 08-12-2012 t/m 29-12-2012 Hitnotering (week 33 t/m 35): 14-12-2013 t/m 28-12-2013 Hitnotering (week 36 t/m 40): 06-12-2014 t/m 03-01-2015 Hitnotering (week 41 t/m 45): 05-12-2015 t/m 02-01-2016 Hitnotering (week 46 t/m 50): 03-12-2016 t/m 31-12-2016 Hitnotering (week 51 t/m 56): 25-11-2017 t/m 30-12-2017 Hitnotering (week 57 t/m 63): 17-11-2018 t/m 29-12-2018 Hitnotering (week 64 t/m 70): 16-11-2019 t/m 28-12-2019 Hitnotering (week 71 t/m 79): 07-11-2020 t/m 02-01-2021 Hitnotering (week 80 t/m 87): 13-11-2021 t/m 01-01-2022 Hitnotering (week 88 t/m 95): 12-11-2022 t/m 31-12-2022 Hitnotering (week 96 t/m 104): 04-11-2023 t/m 30-12-2023 Hitnotering (week 105 t/m heden): 09-11-2024 t/m heden | Hitnotering (week 1 t/m 4): 17-12-1994 t/m 14-01-1995 Hitnotering (week 5 t/m 7): 23-12-2006 t/m 06-01-2007 Hitnotering (week 8 t/m 11): 15-12-2007 t/m 05-01-2008 Hitnotering (week 12 t/m 14): 20-12-2008 t/m 03-01-2009 Hitnotering (week 15 t/m 19): 12-12-2009 t/m 09-01-2010 Hitnotering (week 20 t/m 24): 04-12-2010 t/m 01-01-2011 Hitnotering (week 25 t/m 28): 10-12-2011 t/m 31-12-2011 Hitnotering (week 29 t/m 32): 08-12-2012 t/m 29-12-2012 Hitnotering (week 33 t/m 35): 14-12-2013 t/m 28-12-2013 Hitnotering (week 36 t/m 40): 06-12-2014 t/m 03-01-2015 Hitnotering (week 41 t/m 45): 05-12-2015 t/m 02-01-2016 Hitnotering (week 46 t/m 50): 03-12-2016 t/m 31-12-2016 Hitnotering (week 51 t/m 56): 25-11-2017 t/m 30-12-2017 Hitnotering (week 57 t/m 63): 17-11-2018 t/m 29-12-2018 Hitnotering (week 64 t/m 70): 16-11-2019 t/m 28-12-2019 Hitnotering (week 71 t/m 79): 07-11-2020 t/m 02-01-2021 Hitnotering (week 80 t/m 87): 13-11-2021 t/m 01-01-2022 Hitnotering (week 88 t/m 95): 12-11-2022 t/m 31-12-2022 Hitnotering (week 96 t/m 104): 04-11-2023 t/m 30-12-2023 Hitnotering (week 105 t/m heden): 09-11-2024 t/m heden | Hitnotering (week 1 t/m 4): 17-12-1994 t/m 14-01-1995 Hitnotering (week 5 t/m 7): 23-12-2006 t/m 06-01-2007 Hitnotering (week 8 t/m 11): 15-12-2007 t/m 05-01-2008 Hitnotering (week 12 t/m 14): 20-12-2008 t/m 03-01-2009 Hitnotering (week 15 t/m 19): 12-12-2009 t/m 09-01-2010 Hitnotering (week 20 t/m 24): 04-12-2010 t/m 01-01-2011 Hitnotering (week 25 t/m 28): 10-12-2011 t/m 31-12-2011 Hitnotering (week 29 t/m 32): 08-12-2012 t/m 29-12-2012 Hitnotering (week 33 t/m 35): 14-12-2013 t/m 28-12-2013 Hitnotering (week 36 t/m 40): 06-12-2014 t/m 03-01-2015 Hitnotering (week 41 t/m 45): 05-12-2015 t/m 02-01-2016 Hitnotering (week 46 t/m 50): 03-12-2016 t/m 31-12-2016 Hitnotering (week 51 t/m 56): 25-11-2017 t/m 30-12-2017 Hitnotering (week 57 t/m 63): 17-11-2018 t/m 29-12-2018 Hitnotering (week 64 t/m 70): 16-11-2019 t/m 28-12-2019 Hitnotering (week 71 t/m 79): 07-11-2020 t/m 02-01-2021 Hitnotering (week 80 t/m 87): 13-11-2021 t/m 01-01-2022 Hitnotering (week 88 t/m 95): 12-11-2022 t/m 31-12-2022 Hitnotering (week 96 t/m 104): 04-11-2023 t/m 30-12-2023 Hitnotering (week 105 t/m heden): 09-11-2024 t/m heden | Hitnotering (week 1 t/m 4): 17-12-1994 t/m 14-01-1995 Hitnotering (week 5 t/m 7): 23-12-2006 t/m 06-01-2007 Hitnotering (week 8 t/m 11): 15-12-2007 t/m 05-01-2008 Hitnotering (week 12 t/m 14): 20-12-2008 t/m 03-01-2009 Hitnotering (week 15 t/m 19): 12-12-2009 t/m 09-01-2010 Hitnotering (week 20 t/m 24): 04-12-2010 t/m 01-01-2011 Hitnotering (week 25 t/m 28): 10-12-2011 t/m 31-12-2011 Hitnotering (week 29 t/m 32): 08-12-2012 t/m 29-12-2012 Hitnotering (week 33 t/m 35): 14-12-2013 t/m 28-12-2013 Hitnotering (week 36 t/m 40): 06-12-2014 t/m 03-01-2015 Hitnotering (week 41 t/m 45): 05-12-2015 t/m 02-01-2016 Hitnotering (week 46 t/m 50): 03-12-2016 t/m 31-12-2016 Hitnotering (week 51 t/m 56): 25-11-2017 t/m 30-12-2017 Hitnotering (week 57 t/m 63): 17-11-2018 t/m 29-12-2018 Hitnotering (week 64 t/m 70): 16-11-2019 t/m 28-12-2019 Hitnotering (week 71 t/m 79): 07-11-2020 t/m 02-01-2021 Hitnotering (week 80 t/m 87): 13-11-2021 t/m 01-01-2022 Hitnotering (week 88 t/m 95): 12-11-2022 t/m 31-12-2022 Hitnotering (week 96 t/m 104): 04-11-2023 t/m 30-12-2023 Hitnotering (week 105 t/m heden): 09-11-2024 t/m heden | Hitnotering (week 1 t/m 4): 17-12-1994 t/m 14-01-1995 Hitnotering (week 5 t/m 7): 23-12-2006 t/m 06-01-2007 Hitnotering (week 8 t/m 11): 15-12-2007 t/m 05-01-2008 Hitnotering (week 12 t/m 14): 20-12-2008 t/m 03-01-2009 Hitnotering (week 15 t/m 19): 12-12-2009 t/m 09-01-2010 Hitnotering (week 20 t/m 24): 04-12-2010 t/m 01-01-2011 Hitnotering (week 25 t/m 28): 10-12-2011 t/m 31-12-2011 Hitnotering (week 29 t/m 32): 08-12-2012 t/m 29-12-2012 Hitnotering (week 33 t/m 35): 14-12-2013 t/m 28-12-2013 Hitnotering (week 36 t/m 40): 06-12-2014 t/m 03-01-2015 Hitnotering (week 41 t/m 45): 05-12-2015 t/m 02-01-2016 Hitnotering (week 46 t/m 50): 03-12-2016 t/m 31-12-2016 Hitnotering (week 51 t/m 56): 25-11-2017 t/m 30-12-2017 Hitnotering (week 57 t/m 63): 17-11-2018 t/m 29-12-2018 Hitnotering (week 64 t/m 70): 16-11-2019 t/m 28-12-2019 Hitnotering (week 71 t/m 79): 07-11-2020 t/m 02-01-2021 Hitnotering (week 80 t/m 87): 13-11-2021 t/m 01-01-2022 Hitnotering (week 88 t/m 95): 12-11-2022 t/m 31-12-2022 Hitnotering (week 96 t/m 104): 04-11-2023 t/m 30-12-2023 Hitnotering (week 105 t/m heden): 09-11-2024 t/m heden | Hitnotering (week 1 t/m 4): 17-12-1994 t/m 14-01-1995 Hitnotering (week 5 t/m 7): 23-12-2006 t/m 06-01-2007 Hitnotering (week 8 t/m 11): 15-12-2007 t/m 05-01-2008 Hitnotering (week 12 t/m 14): 20-12-2008 t/m 03-01-2009 Hitnotering (week 15 t/m 19): 12-12-2009 t/m 09-01-2010 Hitnotering (week 20 t/m 24): 04-12-2010 t/m 01-01-2011 Hitnotering (week 25 t/m 28): 10-12-2011 t/m 31-12-2011 Hitnotering (week 29 t/m 32): 08-12-2012 t/m 29-12-2012 Hitnotering (week 33 t/m 35): 14-12-2013 t/m 28-12-2013 Hitnotering (week 36 t/m 40): 06-12-2014 t/m 03-01-2015 Hitnotering (week 41 t/m 45): 05-12-2015 t/m 02-01-2016 Hitnotering (week 46 t/m 50): 03-12-2016 t/m 31-12-2016 Hitnotering (week 51 t/m 56): 25-11-2017 t/m 30-12-2017 Hitnotering (week 57 t/m 63): 17-11-2018 t/m 29-12-2018 Hitnotering (week 64 t/m 70): 16-11-2019 t/m 28-12-2019 Hitnotering (week 71 t/m 79): 07-11-2020 t/m 02-01-2021 Hitnotering (week 80 t/m 87): 13-11-2021 t/m 01-01-2022 Hitnotering (week 88 t/m 95): 12-11-2022 t/m 31-12-2022 Hitnotering (week 96 t/m 104): 04-11-2023 t/m 30-12-2023 Hitnotering (week 105 t/m heden): 09-11-2024 t/m heden | Hitnotering (week 1 t/m 4): 17-12-1994 t/m 14-01-1995 Hitnotering (week 5 t/m 7): 23-12-2006 t/m 06-01-2007 Hitnotering (week 8 t/m 11): 15-12-2007 t/m 05-01-2008 Hitnotering (week 12 t/m 14): 20-12-2008 t/m 03-01-2009 Hitnotering (week 15 t/m 19): 12-12-2009 t/m 09-01-2010 Hitnotering (week 20 t/m 24): 04-12-2010 t/m 01-01-2011 Hitnotering (week 25 t/m 28): 10-12-2011 t/m 31-12-2011 Hitnotering (week 29 t/m 32): 08-12-2012 t/m 29-12-2012 Hitnotering (week 33 t/m 35): 14-12-2013 t/m 28-12-2013 Hitnotering (week 36 t/m 40): 06-12-2014 t/m 03-01-2015 Hitnotering (week 41 t/m 45): 05-12-2015 t/m 02-01-2016 Hitnotering (week 46 t/m 50): 03-12-2016 t/m 31-12-2016 Hitnotering (week 51 t/m 56): 25-11-2017 t/m 30-12-2017 Hitnotering (week 57 t/m 63): 17-11-2018 t/m 29-12-2018 Hitnotering (week 64 t/m 70): 16-11-2019 t/m 28-12-2019 Hitnotering (week 71 t/m 79): 07-11-2020 t/m 02-01-2021 Hitnotering (week 80 t/m 87): 13-11-2021 t/m 01-01-2022 Hitnotering (week 88 t/m 95): 12-11-2022 t/m 31-12-2022 Hitnotering (week 96 t/m 104): 04-11-2023 t/m 30-12-2023 Hitnotering (week 105 t/m heden): 09-11-2024 t/m heden | Hitnotering (week 1 t/m 4): 17-12-1994 t/m 14-01-1995 Hitnotering (week 5 t/m 7): 23-12-2006 t/m 06-01-2007 Hitnotering (week 8 t/m 11): 15-12-2007 t/m 05-01-2008 Hitnotering (week 12 t/m 14): 20-12-2008 t/m 03-01-2009 Hitnotering (week 15 t/m 19): 12-12-2009 t/m 09-01-2010 Hitnotering (week 20 t/m 24): 04-12-2010 t/m 01-01-2011 Hitnotering (week 25 t/m 28): 10-12-2011 t/m 31-12-2011 Hitnotering (week 29 t/m 32): 08-12-2012 t/m 29-12-2012 Hitnotering (week 33 t/m 35): 14-12-2013 t/m 28-12-2013 Hitnotering (week 36 t/m 40): 06-12-2014 t/m 03-01-2015 Hitnotering (week 41 t/m 45): 05-12-2015 t/m 02-01-2016 Hitnotering (week 46 t/m 50): 03-12-2016 t/m 31-12-2016 Hitnotering (week 51 t/m 56): 25-11-2017 t/m 30-12-2017 Hitnotering (week 57 t/m 63): 17-11-2018 t/m 29-12-2018 Hitnotering (week 64 t/m 70): 16-11-2019 t/m 28-12-2019 Hitnotering (week 71 t/m 79): 07-11-2020 t/m 02-01-2021 Hitnotering (week 80 t/m 87): 13-11-2021 t/m 01-01-2022 Hitnotering (week 88 t/m 95): 12-11-2022 t/m 31-12-2022 Hitnotering (week 96 t/m 104): 04-11-2023 t/m 30-12-2023 Hitnotering (week 105 t/m heden): 09-11-2024 t/m heden | Hitnotering (week 1 t/m 4): 17-12-1994 t/m 14-01-1995 Hitnotering (week 5 t/m 7): 23-12-2006 t/m 06-01-2007 Hitnotering (week 8 t/m 11): 15-12-2007 t/m 05-01-2008 Hitnotering (week 12 t/m 14): 20-12-2008 t/m 03-01-2009 Hitnotering (week 15 t/m 19): 12-12-2009 t/m 09-01-2010 Hitnotering (week 20 t/m 24): 04-12-2010 t/m 01-01-2011 Hitnotering (week 25 t/m 28): 10-12-2011 t/m 31-12-2011 Hitnotering (week 29 t/m 32): 08-12-2012 t/m 29-12-2012 Hitnotering (week 33 t/m 35): 14-12-2013 t/m 28-12-2013 Hitnotering (week 36 t/m 40): 06-12-2014 t/m 03-01-2015 Hitnotering (week 41 t/m 45): 05-12-2015 t/m 02-01-2016 Hitnotering (week 46 t/m 50): 03-12-2016 t/m 31-12-2016 Hitnotering (week 51 t/m 56): 25-11-2017 t/m 30-12-2017 Hitnotering (week 57 t/m 63): 17-11-2018 t/m 29-12-2018 Hitnotering (week 64 t/m 70): 16-11-2019 t/m 28-12-2019 Hitnotering (week 71 t/m 79): 07-11-2020 t/m 02-01-2021 Hitnotering (week 80 t/m 87): 13-11-2021 t/m 01-01-2022 Hitnotering (week 88 t/m 95): 12-11-2022 t/m 31-12-2022 Hitnotering (week 96 t/m 104): 04-11-2023 t/m 30-12-2023 Hitnotering (week 105 t/m heden): 09-11-2024 t/m heden | Hitnotering (week 1 t/m 4): 17-12-1994 t/m 14-01-1995 Hitnotering (week 5 t/m 7): 23-12-2006 t/m 06-01-2007 Hitnotering (week 8 t/m 11): 15-12-2007 t/m 05-01-2008 Hitnotering (week 12 t/m 14): 20-12-2008 t/m 03-01-2009 Hitnotering (week 15 t/m 19): 12-12-2009 t/m 09-01-2010 Hitnotering (week 20 t/m 24): 04-12-2010 t/m 01-01-2011 Hitnotering (week 25 t/m 28): 10-12-2011 t/m 31-12-2011 Hitnotering (week 29 t/m 32): 08-12-2012 t/m 29-12-2012 Hitnotering (week 33 t/m 35): 14-12-2013 t/m 28-12-2013 Hitnotering (week 36 t/m 40): 06-12-2014 t/m 03-01-2015 Hitnotering (week 41 t/m 45): 05-12-2015 t/m 02-01-2016 Hitnotering (week 46 t/m 50): 03-12-2016 t/m 31-12-2016 Hitnotering (week 51 t/m 56): 25-11-2017 t/m 30-12-2017 Hitnotering (week 57 t/m 63): 17-11-2018 t/m 29-12-2018 Hitnotering (week 64 t/m 70): 16-11-2019 t/m 28-12-2019 Hitnotering (week 71 t/m 79): 07-11-2020 t/m 02-01-2021 Hitnotering (week 80 t/m 87): 13-11-2021 t/m 01-01-2022 Hitnotering (week 88 t/m 95): 12-11-2022 t/m 31-12-2022 Hitnotering (week 96 t/m 104): 04-11-2023 t/m 30-12-2023 Hitnotering (week 105 t/m heden): 09-11-2024 t/m heden | Hitnotering (week 1 t/m 4): 17-12-1994 t/m 14-01-1995 Hitnotering (week 5 t/m 7): 23-12-2006 t/m 06-01-2007 Hitnotering (week 8 t/m 11): 15-12-2007 t/m 05-01-2008 Hitnotering (week 12 t/m 14): 20-12-2008 t/m 03-01-2009 Hitnotering (week 15 t/m 19): 12-12-2009 t/m 09-01-2010 Hitnotering (week 20 t/m 24): 04-12-2010 t/m 01-01-2011 Hitnotering (week 25 t/m 28): 10-12-2011 t/m 31-12-2011 Hitnotering (week 29 t/m 32): 08-12-2012 t/m 29-12-2012 Hitnotering (week 33 t/m 35): 14-12-2013 t/m 28-12-2013 Hitnotering (week 36 t/m 40): 06-12-2014 t/m 03-01-2015 Hitnotering (week 41 t/m 45): 05-12-2015 t/m 02-01-2016 Hitnotering (week 46 t/m 50): 03-12-2016 t/m 31-12-2016 Hitnotering (week 51 t/m 56): 25-11-2017 t/m 30-12-2017 Hitnotering (week 57 t/m 63): 17-11-2018 t/m 29-12-2018 Hitnotering (week 64 t/m 70): 16-11-2019 t/m 28-12-2019 Hitnotering (week 71 t/m 79): 07-11-2020 t/m 02-01-2021 Hitnotering (week 80 t/m 87): 13-11-2021 t/m 01-01-2022 Hitnotering (week 88 t/m 95): 12-11-2022 t/m 31-12-2022 Hitnotering (week 96 t/m 104): 04-11-2023 t/m 30-12-2023 Hitnotering (week 105 t/m heden): 09-11-2024 t/m heden |
| Week: | 1 | 2 | 3 | 4 | | 5 | 6 | 7 | | 8 | 9 | 10 | 11 | | 12 | 13 | 14 | | 15 | 16 | 17 | 18 | 19 | | 20 |
| --- | --- | --- | --- | --- | --- | --- | --- | --- | --- | --- | --- | --- | --- | --- | --- | --- | --- | --- | --- | --- | --- | --- | --- | --- | --- |
| Positie: | 24 | 6 | 5 | 16 | uit | 57 | 34 | 62 | uit | 20 | 11 | 2 | 3 | uit | 15 | 8 | 13 | uit | 46 | 13 | 12 | 29 | 97 | uit | 95 |
| Week: | 21 | 22 | 23 | 24 | | 25 | 26 | 27 | 28 | | 29 | 30 | 31 | 32 | | 33 | 34 | 35 | | 36 | 37 | 38 | 39 | 40 | |
| Positie: | 38 | 26 | 19 | 36 | uit | 46 | 21 | 26 | 33 | uit | 67 | 36 | 35 | 36 | uit | 41 | 25 | 15 | uit | 60 | 10 | 4 | 5 | 27 | uit |
| Week: | 41 | 42 | 43 | 44 | 45 | | 46 | 47 | 48 | 49 | 50 | | 51 | 52 | 53 | 54 | 55 | 56 | | 57 | 58 | 59 | 60 | 61 | 62 |
| Positie: | 76 | 15 | 7 | 4 | 5 | uit | 69 | 18 | 4 | 3 | 1 | uit | 82 | 56 | 10 | 3 | 3 | 4 | uit | 86 | 41 | 29 | 13 | 3 | 4 |
| Week: | 63 | | 64 | 65 | 66 | 67 | 68 | 69 | 70 | | 71 | 72 | 73 | 74 | 75 | 76 | 77 | 78 | 79 | | 80 | 81 | 82 | 83 | 84 |
| Positie: | 1 | uit | 78 | 52 | 27 | 12 | 4 | 4 | 1 | uit | 87 | 62 | 41 | 17 | 5 | 1 | 1 | 1 | 1 | uit | 84 | 61 | 45 | 25 | 7 |
| Week: | 85 | 86 | 87 | | 88 | 89 | 90 | 91 | 92 | 93 | 94 | 95 | | 96 | 97 | 98 | 99 | 100 | 101 | 102 | 103 | 104 | | 105 | 106 |
| Positie: | 3 | 2 | 1 | uit | 71 | 50 | 24 | 13 | 2 | 1 | 1 | 1 | uit | 78 | 36 | 24 | 16 | 8 | 1 | 1 | 1 | 1 | uit | 68 | 47 |
| Week: | 107 | 108 | 109 | 110 | 111 | | | | | | | | | | | | | | | | | | | | |
| Positie: | 22 | 13 | 6 | 2 | 2 | | | | | | | | | | | | | | | | | | | | |

### VlaamseUltratop 50
| Hitnotering (week 1 t/m 8): 17-12-1994 t/m 04-02-1995 Hitnotering (week 9 t/m 12): 10-12-2022 t/m 31-12-2022 Hitnotering (week 13 t/m 17): 02-12-2023 t/m 30-12-2023 Hitnotering (week 18 t/m 23): 01-12-2024 t/m 12-01-2025 | Hitnotering (week 1 t/m 8): 17-12-1994 t/m 04-02-1995 Hitnotering (week 9 t/m 12): 10-12-2022 t/m 31-12-2022 Hitnotering (week 13 t/m 17): 02-12-2023 t/m 30-12-2023 Hitnotering (week 18 t/m 23): 01-12-2024 t/m 12-01-2025 | Hitnotering (week 1 t/m 8): 17-12-1994 t/m 04-02-1995 Hitnotering (week 9 t/m 12): 10-12-2022 t/m 31-12-2022 Hitnotering (week 13 t/m 17): 02-12-2023 t/m 30-12-2023 Hitnotering (week 18 t/m 23): 01-12-2024 t/m 12-01-2025 | Hitnotering (week 1 t/m 8): 17-12-1994 t/m 04-02-1995 Hitnotering (week 9 t/m 12): 10-12-2022 t/m 31-12-2022 Hitnotering (week 13 t/m 17): 02-12-2023 t/m 30-12-2023 Hitnotering (week 18 t/m 23): 01-12-2024 t/m 12-01-2025 | Hitnotering (week 1 t/m 8): 17-12-1994 t/m 04-02-1995 Hitnotering (week 9 t/m 12): 10-12-2022 t/m 31-12-2022 Hitnotering (week 13 t/m 17): 02-12-2023 t/m 30-12-2023 Hitnotering (week 18 t/m 23): 01-12-2024 t/m 12-01-2025 | Hitnotering (week 1 t/m 8): 17-12-1994 t/m 04-02-1995 Hitnotering (week 9 t/m 12): 10-12-2022 t/m 31-12-2022 Hitnotering (week 13 t/m 17): 02-12-2023 t/m 30-12-2023 Hitnotering (week 18 t/m 23): 01-12-2024 t/m 12-01-2025 | Hitnotering (week 1 t/m 8): 17-12-1994 t/m 04-02-1995 Hitnotering (week 9 t/m 12): 10-12-2022 t/m 31-12-2022 Hitnotering (week 13 t/m 17): 02-12-2023 t/m 30-12-2023 Hitnotering (week 18 t/m 23): 01-12-2024 t/m 12-01-2025 | Hitnotering (week 1 t/m 8): 17-12-1994 t/m 04-02-1995 Hitnotering (week 9 t/m 12): 10-12-2022 t/m 31-12-2022 Hitnotering (week 13 t/m 17): 02-12-2023 t/m 30-12-2023 Hitnotering (week 18 t/m 23): 01-12-2024 t/m 12-01-2025 | Hitnotering (week 1 t/m 8): 17-12-1994 t/m 04-02-1995 Hitnotering (week 9 t/m 12): 10-12-2022 t/m 31-12-2022 Hitnotering (week 13 t/m 17): 02-12-2023 t/m 30-12-2023 Hitnotering (week 18 t/m 23): 01-12-2024 t/m 12-01-2025 | Hitnotering (week 1 t/m 8): 17-12-1994 t/m 04-02-1995 Hitnotering (week 9 t/m 12): 10-12-2022 t/m 31-12-2022 Hitnotering (week 13 t/m 17): 02-12-2023 t/m 30-12-2023 Hitnotering (week 18 t/m 23): 01-12-2024 t/m 12-01-2025 | Hitnotering (week 1 t/m 8): 17-12-1994 t/m 04-02-1995 Hitnotering (week 9 t/m 12): 10-12-2022 t/m 31-12-2022 Hitnotering (week 13 t/m 17): 02-12-2023 t/m 30-12-2023 Hitnotering (week 18 t/m 23): 01-12-2024 t/m 12-01-2025 | Hitnotering (week 1 t/m 8): 17-12-1994 t/m 04-02-1995 Hitnotering (week 9 t/m 12): 10-12-2022 t/m 31-12-2022 Hitnotering (week 13 t/m 17): 02-12-2023 t/m 30-12-2023 Hitnotering (week 18 t/m 23): 01-12-2024 t/m 12-01-2025 | Hitnotering (week 1 t/m 8): 17-12-1994 t/m 04-02-1995 Hitnotering (week 9 t/m 12): 10-12-2022 t/m 31-12-2022 Hitnotering (week 13 t/m 17): 02-12-2023 t/m 30-12-2023 Hitnotering (week 18 t/m 23): 01-12-2024 t/m 12-01-2025 | Hitnotering (week 1 t/m 8): 17-12-1994 t/m 04-02-1995 Hitnotering (week 9 t/m 12): 10-12-2022 t/m 31-12-2022 Hitnotering (week 13 t/m 17): 02-12-2023 t/m 30-12-2023 Hitnotering (week 18 t/m 23): 01-12-2024 t/m 12-01-2025 | Hitnotering (week 1 t/m 8): 17-12-1994 t/m 04-02-1995 Hitnotering (week 9 t/m 12): 10-12-2022 t/m 31-12-2022 Hitnotering (week 13 t/m 17): 02-12-2023 t/m 30-12-2023 Hitnotering (week 18 t/m 23): 01-12-2024 t/m 12-01-2025 | Hitnotering (week 1 t/m 8): 17-12-1994 t/m 04-02-1995 Hitnotering (week 9 t/m 12): 10-12-2022 t/m 31-12-2022 Hitnotering (week 13 t/m 17): 02-12-2023 t/m 30-12-2023 Hitnotering (week 18 t/m 23): 01-12-2024 t/m 12-01-2025 | Hitnotering (week 1 t/m 8): 17-12-1994 t/m 04-02-1995 Hitnotering (week 9 t/m 12): 10-12-2022 t/m 31-12-2022 Hitnotering (week 13 t/m 17): 02-12-2023 t/m 30-12-2023 Hitnotering (week 18 t/m 23): 01-12-2024 t/m 12-01-2025 | Hitnotering (week 1 t/m 8): 17-12-1994 t/m 04-02-1995 Hitnotering (week 9 t/m 12): 10-12-2022 t/m 31-12-2022 Hitnotering (week 13 t/m 17): 02-12-2023 t/m 30-12-2023 Hitnotering (week 18 t/m 23): 01-12-2024 t/m 12-01-2025 | Hitnotering (week 1 t/m 8): 17-12-1994 t/m 04-02-1995 Hitnotering (week 9 t/m 12): 10-12-2022 t/m 31-12-2022 Hitnotering (week 13 t/m 17): 02-12-2023 t/m 30-12-2023 Hitnotering (week 18 t/m 23): 01-12-2024 t/m 12-01-2025 | Hitnotering (week 1 t/m 8): 17-12-1994 t/m 04-02-1995 Hitnotering (week 9 t/m 12): 10-12-2022 t/m 31-12-2022 Hitnotering (week 13 t/m 17): 02-12-2023 t/m 30-12-2023 Hitnotering (week 18 t/m 23): 01-12-2024 t/m 12-01-2025 | Hitnotering (week 1 t/m 8): 17-12-1994 t/m 04-02-1995 Hitnotering (week 9 t/m 12): 10-12-2022 t/m 31-12-2022 Hitnotering (week 13 t/m 17): 02-12-2023 t/m 30-12-2023 Hitnotering (week 18 t/m 23): 01-12-2024 t/m 12-01-2025 |
| Week: | 1 | 2 | 3 | 4 | 5 | 6 | 7 | 8 | | 9 | 10 | 11 | 12 | | 13 | 14 | 15 | 16 | 17 | |
| --- | --- | --- | --- | --- | --- | --- | --- | --- | --- | --- | --- | --- | --- | --- | --- | --- | --- | --- | --- | --- |
| Positie: | 25 | 12 | 8 | 6 | 5 | 6 | 19 | 37 | uit | 45 | 25 | 16 | 1 | uit | 38 | 17 | 10 | 9 | 1 | uit |
| Week: | 18 | 19 | 20 | 21 | 22 | 23 | | | | | | | | | | | | | | |
| Positie: | 46 | 43 | 24 | 8 | 8 | 49 | | | | | | | | | | | | | | |

### VlaamseRadio 2 Top 30
| Hitnotering: 17-12-1994 t/m 28-01-1995 | Hitnotering: 17-12-1994 t/m 28-01-1995 | Hitnotering: 17-12-1994 t/m 28-01-1995 | Hitnotering: 17-12-1994 t/m 28-01-1995 | Hitnotering: 17-12-1994 t/m 28-01-1995 | Hitnotering: 17-12-1994 t/m 28-01-1995 | Hitnotering: 17-12-1994 t/m 28-01-1995 | Hitnotering: 17-12-1994 t/m 28-01-1995 | Hitnotering: 17-12-1994 t/m 28-01-1995 |
| Week:                                  | 1                                      | 2                                      | 3                                      | 4                                      | 5                                      | 6                                      | 7                                      |                                        |
| -------------------------------------- | -------------------------------------- | -------------------------------------- | -------------------------------------- | -------------------------------------- | -------------------------------------- | -------------------------------------- | -------------------------------------- | -------------------------------------- |
| Positie:                               | 14                                     | 8                                      | 8                                      | 7                                      | 5                                      | 13                                     | 27                                     | uit                                    |

### NPO Radio 2 Top 2000
| Nummer met noteringen in de NPO Radio 2 Top 2000 | '06  | '07  | '08  | '09  | '10  | '11  | '12  | '13  | '14  | '15  | '16  | '17  | '18 | '19 | '20 | '21 | '22 | '23 | '24 |
| ------------------------------------------------ | ---- | ---- | ---- | ---- | ---- | ---- | ---- | ---- | ---- | ---- | ---- | ---- | --- | --- | --- | --- | --- | --- | --- |
| All I Want for Christmas Is You                  | 1338 | 1024 | 1819 | 1096 | 1123 | 1246 | 1189 | 1149 | 1307 | 1093 | 1074 | 1019 | 814 | 722 | 856 | 879 | 793 | 758 | 782 |

1. ↑  Een vetgedrukt getal geeft de hoogste notering aan.
2. ↑  2006 was het eerste jaar met een notering voor dit nummer.

### Versie Michael Bublé

#### Nederlandse Single Top 100
| Hitnotering (week 1): 28-12-2013 Hitnotering (week 2): 02-01-2016 | Hitnotering (week 1): 28-12-2013 Hitnotering (week 2): 02-01-2016 | Hitnotering (week 1): 28-12-2013 Hitnotering (week 2): 02-01-2016 | Hitnotering (week 1): 28-12-2013 Hitnotering (week 2): 02-01-2016 | Hitnotering (week 1): 28-12-2013 Hitnotering (week 2): 02-01-2016 |
| Week:                                                             | 1                                                                 |                                                                   | 2                                                                 |                                                                   |
| ----------------------------------------------------------------- | ----------------------------------------------------------------- | ----------------------------------------------------------------- | ----------------------------------------------------------------- | ----------------------------------------------------------------- |
| Positie:                                                          | 95                                                                | uit                                                               | 88                                                                | uit                                                               |

- MusicBrainz work: 5c91cb3a-98ec-4ef2-b9c4-157a208e6285
- Nationale Bibliotheek van Polen: a0000003721193
- Virtual International Authority File: 2925151778260318130006